# Antti Aalto (Skispringer)
Antti Aalto (* 2. April 1995 in Kitee, Nordkarelien) ist ein finnischer Skispringer.

## Werdegang
Antti Aalto startet für Kiteen Urheilijat. Am 8. und 9. August 2012 debütierte er in Kuopio im FIS Cup und erreichte dort zweimal Platz 15. Seine nächste Wettbewerbsteilnahme einen Tag später war zugleich sein Debüt im Skisprung-Continental-Cup. Dieses erfolgte am 10. und 11. August 2012 ebenfalls in Kuopio und er belegte zweimal Platz 29. Seitdem erfolgten regelmäßig weitere Wettbewerbsteilnahmen im FIS Cup und im Continental Cup. Bei den Nordischen Junioren-Skiweltmeisterschaften 2013 im tschechischen Liberec wurde er 34. im Einzel und Achter mit der finnischen Mannschaft. Zwei Jahre später wurde er bei den Junioren-Skiweltmeisterschaften 2015 im kasachischen Almaty mit der Mannschaft erneut Achter. Im Einzel erreichte er den 65. Rang. Am 18. Dezember 2016 erzielte er mit einem vierten Platz beim Wettbewerb in Ruka sein bis dahin bestes Ergebnis im Continental Cup, wobei er mit einem Rückstand von 0,1 Punkten auf den drittplatzierten Philipp Aschenwald knapp seine erste Podiumsplatzierung in dieser Wettbewerbsserie verpasste.
Am 31. Januar 2016 startete Aalto in Sapporo erstmals im Skisprung-Weltcup und belegte hierbei den 48. Platz. Ende Dezember 2016 wurde er von dem finnischen Cheftrainer Andreas Mitter für die Vierschanzentournee 2016/17 nominiert. Bei dieser scheiterte er in Oberstdorf, Innsbruck und Bischofshofen jeweils an der Qualifikation und schied in Garmisch-Partenkirchen als 35. im ersten Durchgang aus. In der Gesamtwertung belegte er Platz 53. Auch im weiteren Verlauf der Weltcup-Saison 2016/17 gelang es ihm nicht, in einen Finaldurchgang einzuziehen und er blieb somit ohne Weltcuppunkte. Im Februar 2017 nahm er an den Nordischen Skiweltmeisterschaften in Lahti teil. Im Einzelwettbewerb von der Normalschanze belegte er den 38. Rang. Auf der Großschanze gelang ihm ein Überraschungserfolg, als er mit einem Sprung auf 128,5 Meter die Qualifikation für das Einzelspringen für sich entschied. Im Wettbewerb verpasste er als 31. den zweiten Durchgang. Mit der finnischen Mannschaft belegte er an der Seite von Jarkko Määttä, Ville Larinto und Janne Ahonen den sechsten Platz.
Am 29. Juli 2017 gewann Aalto beim Skisprung-Grand-Prix 2017 in Hinterzarten als 28. seine ersten Grand-Prix-Punkte. Einen Monat später erreichte er als Zehnter in Hakuba erstmals eine Platzierung unter den besten Zehn. Er beendete die Grand-Prix-Gesamtwertung mit 73 Punkten auf dem 31. Rang. Zum Auftakt der Weltcup-Saison 2017/18 in Wisła wurde er 28. im Einzelwettbewerb und erzielte damit die ersten Weltcuppunkte seiner Karriere. Bei der Skiflug-Weltmeisterschaft 2018 in Oberstdorf wurde er 32. im Einzel und gemeinsam mit Jarkko Määttä, Eetu Nousiainen und Janne Ahonen Achter im Teamfliegen. Antti Aalto trat für das finnische Team bei den Olympischen Winterspielen 2018 in Pyeongchang an. Im Einzelspringen von der Normalschanze erzielte er den 50., im Einzelspringen von der Großschanze den 37. Platz, womit er in beiden Einzelspringen den Finaldurchgang verpasste. Mit Janne Ahonen, Andreas Alamommo und Jarkko Määttä erreichte er im Teamspringen hingegen das Finale, das ebenfalls von der Großschanze ausgetragen wurde. Das Quartett belegte den achten Rang.
Bei den finnischen Sommer-Meisterschaften im Skispringen 2018 in Lahti gewann Aalto die Goldmedaille im Einzelspringen von der Großschanze. Zu Beginn der Weltcup-Saison 2018/19 konnte er sich mit Rang sieben erstmals bei einem Wettbewerb im Weltcup unter den besten Zehn platzieren. Seinen bis dahin besten Winter beendete er nach drei weiteren Top-Zehn-Platzierungen in Nischni Tagil, Engelberg und Lahti als 25. im Gesamtweltcup, was die beste Gesamtplatzierung eines Finnen im Skisprung-Weltcup seit dem 19. Platz von Anssi Koivuranta in der Saison 2013/14 war. Bei den Nordischen Skiweltmeisterschaften 2019 in Seefeld in Tirol verpasste er mit den Plätzen 31 von der Großschanze und 47 von der Normalschanze in beiden Einzelspringen den Finaldurchgang. Zusammen mit Jarkko Määttä, Andreas Alamommo und Eetu Nousiainen wurde er Zehnter im Teamspringen der Männer von der Großschanze und mit Susanna Forsström, Jarkko Määttä und Julia Kykkänen Elfter im gemischten Teamspringen der Männer und Frauen von der Normalschanze.
Auch in der Saison 2019/20 startete Aalto im Weltcup. Mit einem sechsten Platz beim Skifliegen auf dem Kulm in Bad Mitterndorf als bestem Resultat wurde er 32. im Gesamtweltcup der aufgrund der beginnenden COVID-19-Pandemie vorzeitig abgebrochenen Saison. Bei der aufgrund der Pandemie vom März in den Dezember verschobenen Skiflug-Weltmeisterschaft 2020 wurde er 16. im Einzelfliegen. Mit Niko Kytösaho, Jarkko Määttä und Eetu Nousiainen wurde er Achter im Teamfliegen. Bei der Vierschanzentournee 2020/21 erreichte er mit Platz 15 nicht nur seine bisher beste persönliche Platzierung, sondern auch das beste Ergebnis eines Finnen bei der Tournee seit der Vierschanzentournee 2010/11, als Matti Hautamäki Siebter geworden war. Aalto nahm an den Nordischen Skiweltmeisterschaften 2021 in Oberstdorf teil, bei denen er im Einzelspringen von der Normalschanze 27. und von der Großschanze 31. im Einzelspringen sowie mit Niko Kytösaho, Arttu Pohjola und Eetu Nousiainen Neunter im Teamspringen wurde. Im Gesamtweltcup 2020/21 erreichte er den 37. Platz.
Nachdem er zu Beginn der olympischen Weltcup-Saison 2021/22 bis dahin durchgehend ohne Punkteplatzierungen geblieben und zwischenzeitlich im Continental Cup angetreten war, wurde Aalto bei den nationalen Meisterschaften im Januar 2022 in Lahti finnischer Meister vor Eetu Nousiainen und Janne Ahonen. Für die Wettbewerbe im Skispringen bei den Olympischen Winterspielen 2022 im chinesischen Zhangjiakou wurde Antti Aalto als einziger finnischer Athlet neben Niko Kytösaho nominiert. Im Einzelwettbewerb von der Normalschanze wurde er Zwölfter und von der Großschanze 17.

## Statistik

### Weltcup-Platzierungen
| Saison  | Platz | Punkte |
| ------- | ----- | ------ |
| 2017/18 | 054.  | 013    |
| 2018/19 | 025.  | 288    |
| 2019/20 | 032.  | 133    |
| 2020/21 | 037.  | 090    |
| 2021/22 | 058.  | 022    |
| 2022/23 | 038.  | 069    |
| 2023/24 | 040.  | 085    |
| 2024/25 | 036.  | 116    |

### Vierschanzentournee-Platzierungen
| Saison  | Platz | Punkte |
| ------- | ----- | ------ |
| 2016/17 | 053.  | 114,4  |
| 2017/18 | 057.  | 184,1  |
| 2018/19 | 030.  | 653,7  |
| 2019/20 | 039.  | 444,7  |
| 2020/21 | 015.  | 952,4  |
| 2021/22 | 059.  | 108,6  |
| 2022/23 | 033.  | 551,2  |
| 2023/24 | 035.  | 514,7  |
| 2024/25 | 051.  | 230,3  |

### Grand-Prix-Platzierungen
| Saison | Platz | Punkte |
| ------ | ----- | ------ |
| 2017   | 031.  | 073    |
| 2018   | 066.  | 010    |
| 2019   | 045.  | 032    |
| 2021   | 042.  | 043    |
| 2022   | 077.  | 005    |
| 2023   | 074.  | 011    |
| 2024   | 074.  | 008    |

### Continental-Cup-Platzierungen
| Saison  | Sommer | Sommer | Winter | Winter | Gesamt | Gesamt |
| Saison  | Platz  | Punkte | Platz  | Punkte | Platz  | Punkte |
| ------- | ------ | ------ | ------ | ------ | ------ | ------ |
| 2012/13 | —      | —      | —      | —      | 170.   | 0004   |
| 2013/14 | —      | —      | —      | —      | 158.   | 0008   |
| 2014/15 | —      | —      | 115.   | 0008   | 155.   | 0008   |
| 2015/16 | 095.   | 0007   | 096.   | 0017   | 114.   | 0024   |
| 2016/17 | —      | —      | 033.   | 0215   | 047.   | 0215   |
| 2018/19 | 097.   | 0003   | —      | —      | 143.   | 0003   |
| 2019/20 | 051.   | 0063   | —      | —      | 088.   | 0063   |
| 2021/22 | —      | —      | 068.   | 036    | 099.   | 0036   |